# Montenegrinska Fotbollsförbundet
Montenegrinska Fotbollsförbundet är ett förbund som anordnar fotboll på organiserad nivå i Montenegro. Organisationen har sitt förbundskansli i Podgorica. Förbundet bildades den 8 mars 1931 och var då ett distriktsförbund i det dåvarande Jugoslavien. Förbundet blev självständigt den 28 juni 2006 och ansökte den 30 juni 2006 om medlemskap i de internationella fotbollsförbunden Fifa och Uefa. Officiellt beslut om medlemskap i Uefa godkändes på Uefas kongress den 26 januari 2007 och beslut om Fifa-medlemskap godkändes på Fifas kongress den 31 maj 2007. Tidigare fotbollsspelaren Dejan Savićević är ordförande.

## Organisation
I Montenegro finns det två divisioner och redan är man igång med seriespel. Men det kommer att dröja till säsongen 2007/2008 innan landets klubbar ställer upp i de europeiska cuperna.
Montenegro har också en cupturnering där alla lag är välkomna.

## Landslag
Montenegros herrlandslag i fotboll

### Första landskampen
Montenegro spelade sin första herrlandskamp i fotboll den 24 mars 2007 på Stadion Pod Goricom i Podgorica i Montenegro. Ungern stod för motståndet, och matchen slutade 2-1 till Montenegro. Montenegros målskyttar var Mirko Vučinić och Igor Burzanović. Mirko Vučinić blev historisk då han i 65:e spelminuten gjorde Montenegros första mål.

## U-21 herrar
| Lag        | M | V | O | F | GM | IM | MS  | P  |
| ---------- | - | - | - | - | -- | -- | --- | -- |
| England    | 5 | 5 | 0 | 0 | 11 | 0  | +11 | 15 |
| Portugal   | 4 | 3 | 0 | 1 | 8  | 2  | +6  | 9  |
| Montenegro | 6 | 2 | 0 | 4 | 4  | 11 | -7  | 6  |
| Irland     | 4 | 0 | 1 | 3 | 1  | 6  | -5  | 3  |
| Bulgarien  | 5 | 1 | 0 | 4 | 2  | 7  | -5  | 3  |

- Bulgarien 1 - 2 Montenegro
- Montenegro 0 - 3 England
- Portugal 4 - 0 Montenegro
- England 1 - 0 Montenegro
- Montenegro 1 - 2 Portugal
- Montenegro 1 - 0 Irland

Montenegros kvar varande matcher i gruppen:
- Irland 25/03/08 Montenegro
- Montenegro 09/09/08 Bulgarien

## Resultat i Europeiska cuperna 2007/2008
CL: 
- Zeta - Kaunas 3-1 2-3 G. Rangers - Zeta 2-0 1-0

UEFA-Cupen: 
- Budućnost Podgorica - Hajduk 1-1 0-1
- Omonia - Rudar 2-0 2-0

Intertoto-cupen:
- Gloria - Grbalj 2-1 1-1

## Klubbar

### Första divisionen 2006-2007
- Budućnost
- Berane
- Grbalj
- Dečić
- FK Jedinstvo
- Kom
- Mladost
- Mogren
- Petrovac
- Rudar
- Sutjeska
- Zeta

### Andra divisionen 2006-2007
- FK Arsenal, hemort: Tivat
- FK Bokelj, hemort: Kotor
- FK Bratstvo, hemort: Cijevna
- FK Crvena stijena, hemort: Podgorica
- FK Gusinje, hemort: Gusinje
- FK Ibar, hemort: Rožaje
- FK Jezero, hemort: Plav
- FK Lovćen, hemort: Cetinje
- FK Mornar, hemort: Bar
- FK Zabjelo, hemort: Podgorica
- FK Zora, hemort: Spuž
- FK Čelik, hemort: Nikšić